# American Hockey League
American Hockey League (AHL), tidigare International-American Hockey League, är en nordamerikansk professionell ishockeyliga som spelas i Kanada och USA. Ishockeyligan är den primära farmarligan till National Hockey League (NHL), det vill säga att alla AHL-lag är farmarlag till något lag i NHL. AHL:s slutspel är Calder Cup.

## Historik
Ishockeyligan grundades den 4 oktober 1936 när ishockeyligorna Canadian-American Hockey League (Can-Am League) och International Hockey League (IHL) gick ihop och bildade International-American Hockey League. Den 28 juni 1938 meddelades det att Can-Am League och IHL skulle bli en enda ishockeyliga och en fusion mellan de två genomfördes.

## Lagen

### Nuvarande
| Division           | Lag                            | Stad/Stat                                                 | Arena                               | Anslöt             | NHL-lag               |                    |                    |
| Eastern Conference | Eastern Conference             | Eastern Conference                                        | Eastern Conference                  | Eastern Conference | Eastern Conference    | Eastern Conference | Eastern Conference |
| ------------------ | ------------------------------ | --------------------------------------------------------- | ----------------------------------- | ------------------ | --------------------- | ------------------ | ------------------ |
| Atlantic           | Bridgeport Islanders           | Bridgeport, Connecticut, USA                              | Total Mortgage Arena                | 2001               | New York Islanders    |                    |                    |
| Atlantic           | Charlotte Checkers             | Charlotte, North Carolina, USA                            | Bojangles Coliseum                  | 2010               | Florida Panthers      |                    |                    |
| Atlantic           | Hartford Wolf Pack             | Hartford, Connecticut, USA                                | XL Center                           | 1997               | New York Rangers      |                    |                    |
| Atlantic           | Hershey Bears                  | Hershey, Pennsylvania, USA                                | Giant Center                        | 1938               | Washington Capitals   |                    |                    |
| Atlantic           | Lehigh Valley Phantoms         | Allentown, Pennsylvania, USA                              | PPL Center                          | 2014               | Philadelphia Flyers   |                    |                    |
| Atlantic           | Providence Bruins              | Providence, Rhode Island, USA                             | Amica Mutual Pavilion               | 1992               | Boston Bruins         |                    |                    |
| Atlantic           | Springfield Thunderbirds       | Springfield, Massachusetts, USA                           | Mass Mutual Center                  | 2016               | St. Louis Blues       |                    |                    |
| Atlantic           | Wilkes-Barre/Scranton Penguins | Wilkes-Barre Township, Pennsylvania, USA                  | Mohegan Sun Arena at Casey Plaza    | 1999               | Pittsburgh Penguins   |                    |                    |
| North              | Belleville Senators            | Belleville, Ontario, Kanada                               | CAA Arena                           | 2017               | Ottawa Senators       |                    |                    |
| North              | Cleveland Monsters             | Cleveland, Ohio, USA                                      | Rocket Mortgage Fieldhouse          | 2007               | Columbus Blue Jackets |                    |                    |
| North              | Rocket de Laval                | Laval, Québec, Kanada                                     | Place Bell                          | 2017               | Montreal Canadiens    |                    |                    |
| North              | Rochester Americans            | Rochester, New York, USA                                  | Blue Cross Arena                    | 1956               | Buffalo Sabres        |                    |                    |
| North              | Syracuse Crunch                | Syracuse, New York, USA                                   | Upstate Medical University Arena    | 1994               | Tampa Bay Lightning   |                    |                    |
| North              | Toronto Marlies                | Toronto, Ontario, Kanada                                  | Coca-Cola Coliseum                  | 2005               | Toronto Maple Leafs   |                    |                    |
| North              | Utica Comets                   | Utica, New York, USA                                      | Adirondack Bank Center              | 2021               | New Jersey Devils     |                    |                    |
| Western Conference |                                |                                                           |                                     |                    |                       |                    |                    |
| Central            | Chicago Wolves                 | Rosemont, Illinois, USA                                   | Allstate Arena                      | 2001               | Carolina Hurricanes   |                    |                    |
| Central            | Grand Rapids Griffins          | Grand Rapids, Michigan, USA                               | Van Andel Arena                     | 2001               | Detroit Red Wings     |                    |                    |
| Central            | Iowa Wild                      | Des Moines, Iowa, USA                                     | Wells Fargo Arena                   | 2013               | Minnesota Wild        |                    |                    |
| Central            | Manitoba Moose                 | Winnipeg, Manitoba, Kanada                                | Canada Life Centre                  | 2015               | Winnipeg Jets         |                    |                    |
| Central            | Milwaukee Admirals             | Milwaukee, Wisconsin, USA                                 | UW-Milwaukee Panther Arena          | 2001               | Nashville Predators   |                    |                    |
| Central            | Rockford Icehogs               | Rockford, Illinois, USA                                   | BMO Harris Bank Center              | 2007               | Chicago Blackhawks    |                    |                    |
| Central            | Texas Stars                    | Cedar Park, Texas, USA                                    | H-E-B Center at Cedar Park          | 2009               | Dallas Stars          |                    |                    |
| Pacific            | Abbotsford Canucks             | Abbotsford, British Columbia, Kanada                      | Abbotsford Centre                   | 2021               | Vancouver Canucks     |                    |                    |
| Pacific            | Bakersfield Condors            | Bakersfield, Kalifornien, USA                             | Mechanics Bank Arena                | 2015               | Edmonton Oilers       |                    |                    |
| Pacific            | Calgary Wranglers              | Calgary, Alberta, Kanada                                  | Scotiabank Saddledome               | 2022               | Calgary Flames        |                    |                    |
| Pacific            | Coachella Valley Firebirds     | Thousand Palms, Kalifornien, USA Seattle, Washington, USA | Acrisure Arena Climate Pledge Arena | 2022               | Seattle Kraken        |                    |                    |
| Pacific            | Colorado Eagles                | Loveland, Colorado, USA                                   | Budweiser Events Center             | 2018               | Colorado Avalanche    |                    |                    |
| Pacific            | Henderson Silver Knights       | Henderson, Nevada, USA                                    | Lee's Family Forum                  | 2020               | Vegas Golden Knights  |                    |                    |
| Pacific            | Ontario Reign                  | Ontario, Kalifornien, USA                                 | Toyota Arena                        | 2015               | Los Angeles Kings     |                    |                    |
| Pacific            | San Diego Gulls                | San Diego, Kalifornien, USA                               | Pechanga Arena                      | 2015               | Anaheim Ducks         |                    |                    |
| Pacific            | San Jose Barracuda             | San Jose, Kalifornien, USA                                | Tech CU Arena                       | 2015               | San Jose Sharks       |                    |                    |
| Pacific            | Tucson Roadrunners             | Tucson, Arizona, USA                                      | Tucson Convention Center            | 2016               | Utah Hockey Club      |                    |                    |

### Tidigare
| - Abbotsford Heat - Adirondack Flames - Adirondack Phantoms - Adirondack Red Wings - Albany Devils - Albany River Rats - As de Québec - Baltimore Bandits - Baltimore Clippers - Baltimore Skipjacks - Beast of New Haven - Binghamton Devils - Binghamton Dusters - Binghamton Rangers - Binghamton Senators - Binghamton Whalers - Boston Braves - Bridgeport Sound Tigers - Buffalo Bisons (1936) - Buffalo Bisons (1940–1970) - Canadiens de Sherbrooke - Cape Breton Oilers - Capitol District Islanders - Carolina Monarchs - Cincinnati Mighty Ducks - Cincinnati Mohawks - Cincinnati Swords - Citadelles de Québec - Cleveland Barons (1937–1973) | - Cleveland Barons (2001–2006) - Cleveland Falcons - Connecticut Whale - Cornwall Aces - Edmonton Road Runners - Erie Blades - Fredericton Canadiens - Fredericton Express - Halifax Citadels - Hamilton Bulldogs - Hamilton Canucks - Hampton Gulls - Houston Aeros - Indianapolis Capitals - Iowa Chops - Iowa Stars - Jacksonville Barons - Jets de Sherbrooke - Kentucky Thoroughblades - Lake Erie Monsters - Louisville Panthers - Lowell Devils - Lowell Lock Monsters - Maine Mariners - Manchester Monarchs - Moncton Alpines - Moncton Golden Flames - Moncton Hawks - Montreal Voyageurs | - New Brunswick Hawks - New Haven Eagles (1936–1943) - New Haven Eagles (1945–1946) - New Haven Eagles (1950–1951) - New Haven Nighthawks - New Haven Ramblers - New Haven Senators - Newmarket Saints - Norfolk Admirals - Nova Scotia Oilers - Nova Scotia Voyageurs - Oklahoma City Barons - Omaha Ak-Sar-Ben Knights - Peoria Rivermen - Philadelphia Firebirds - Philadelphia Phantoms - Philadelphia Ramblers - Philadelphia Rockets (1941–1942) - Philadelphia Rockets (1946–1949) - Pittsburgh Hornets (1936–1956) - Pittsburgh Hornets (1961–1967) - Portland Pirates - Prince Edward Island Senators - Providence Reds - Quad City Flames - Rhode Island Reds - Richmond Robins - Saint John Flames - San Antonio Rampage | - Springfield Falcons - Springfield Indians (1936–1942) - Springfield Indians (1946–1951) - Springfield Indians (1954–1967) - Springfield Indians (1974–1994) - Springfield Kings - St. Catharines Saints - St. John's Icecaps (2011–2015) - St. John's Icecaps (2015–2017) - St. John's Maple Leafs - St. Louis Flyers - Stockton Heat - Syracuse Eagles - Syracuse Firebirds - Syracuse Stars - Syracuse Warriors - Tidewater Wings - Toronto Roadrunners - Utah Grizzlies - Utica Devils - Virginia Wings - Voyageurs de Montréal - Washington Lions (1941–1943) - Washington Lions (1947–1949) - Worcester Icecats - Worcester Sharks |

## Mästare
Samtliga lag som har vunnit Calder Cup.
| - 1936–1937: Syracuse Stars - 1937–1938: Providence Reds - 1938–1939: Cleveland Barons - 1939–1940: Providence Reds - 1940–1941: Cleveland Barons - 1941–1942: Indianapolis Capitals - 1942–1943: Buffalo Bisons - 1943–1944: Buffalo Bisons - 1944–1945: Cleveland Barons - 1945–1946: Buffalo Bisons - 1946–1947: Hershey Bears - 1947–1948: Cleveland Barons - 1948–1949: Providence Reds - 1949–1950: Indianapolis Capitals - 1950–1951: Cleveland Barons - 1951–1952: Pittsburgh Hornets - 1952–1953: Cleveland Barons - 1953–1954: Cleveland Barons - 1954–1955: Pittsburgh Hornets - 1955–1956: Providence Reds - 1956–1957: Cleveland Barons - 1957–1958: Hershey Bears | - 1958–1959: Hershey Bears - 1959–1960: Springfield Indians - 1960–1961: Springfield Indians - 1961–1962: Springfield Indians - 1962–1963: Buffalo Bisons - 1963–1964: Cleveland Barons - 1964–1965: Rochester Americans - 1965–1966: Rochester Americans - 1966–1967: Pittsburgh Hornets - 1967–1968: Rochester Americans - 1968–1969: Hershey Bears - 1969–1970: Buffalo Bisons - 1970–1971: Springfield Kings - 1971–1972: Nova Scotia Voyageurs - 1972–1973: Cincinnati Swords - 1973–1974: Hershey Bears - 1974–1975: Springfield Indians - 1975–1976: Nova Scotia Voyageurs - 1976–1977: Nova Scotia Voyageurs - 1977–1978: Maine Mariners - 1978–1979: Maine Mariners - 1979–1980: Hershey Bears | - 1980–1981: Adirondack Red Wings - 1981–1982: New Brunswick Hawks - 1982–1983: Rochester Americans - 1983–1984: Maine Mariners - 1984–1985: Canadiens de Sherbrooke - 1985–1986: Adirondack Red Wings - 1986–1987: Rochester Americans - 1987–1988: Hershey Bears - 1988–1989: Adirondack Red Wings - 1989–1990: Springfield Indians - 1990–1991: Springfield Indians - 1991–1992: Adirondack Red Wings - 1992–1993: Cape Breton Oilers - 1993–1994: Portland Pirates - 1994–1995: Albany River Rats - 1995–1996: Rochester Americans - 1996–1997: Hershey Bears - 1997–1998: Philadelphia Phantoms - 1998–1999: Providence Bruins - 1999–2000: Hartford Wolf Pack - 2000–2001: Saint John Flames - 2001–2002: Chicago Wolves | - 2002–2003: Houston Aeros - 2003–2004: Milwaukee Admirals - 2004–2005: Philadelphia Phantoms - 2005–2006: Hershey Bears - 2006–2007: Hamilton Bulldogs - 2007–2008: Chicago Wolves - 2008–2009: Hershey Bears - 2009–2010: Hershey Bears - 2010–2011: Binghamton Senators - 2011–2012: Norfolk Admirals - 2012–2013: Grand Rapids Griffins - 2013–2014: Texas Stars - 2014–2015: Manchester Monarchs - 2015–2016: Lake Erie Monsters - 2016–2017: Grand Rapids Griffins - 2017–2018: Toronto Marlies - 2018–2019: Charlotte Checkers - 2019–2020: Inställt på grund av covid-19-pandemin. - 2020–2021: Inställt på grund av covid-19-pandemin. - 2021–2022: Chicago Wolves - 2022–2023: Hershey Bears - 2023–2024: Hershey Bears |